# نيل هنري (لاعب دوري الرغبي)
نيل هنري (بالإنجليزية: Neil Henry)‏ هو لاعب دوري الرغبي أسترالي، ولد في 23 يناير 1961 في أستراليا.